# 스케반

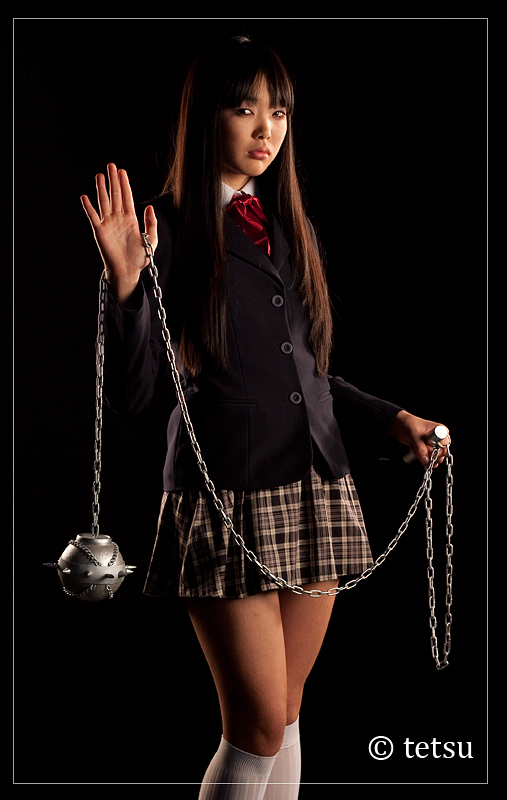

스케반(일본어: スケバン)는 일본 중학교, 고등학교에서 불량한 행동을 하는 소녀를 가리키던 말이다. 1970년대 초반 ~ 1980년대 후반 사용되던 용어이다.

## 같이 보기
- 폭주족